# Ariano nel Polesine

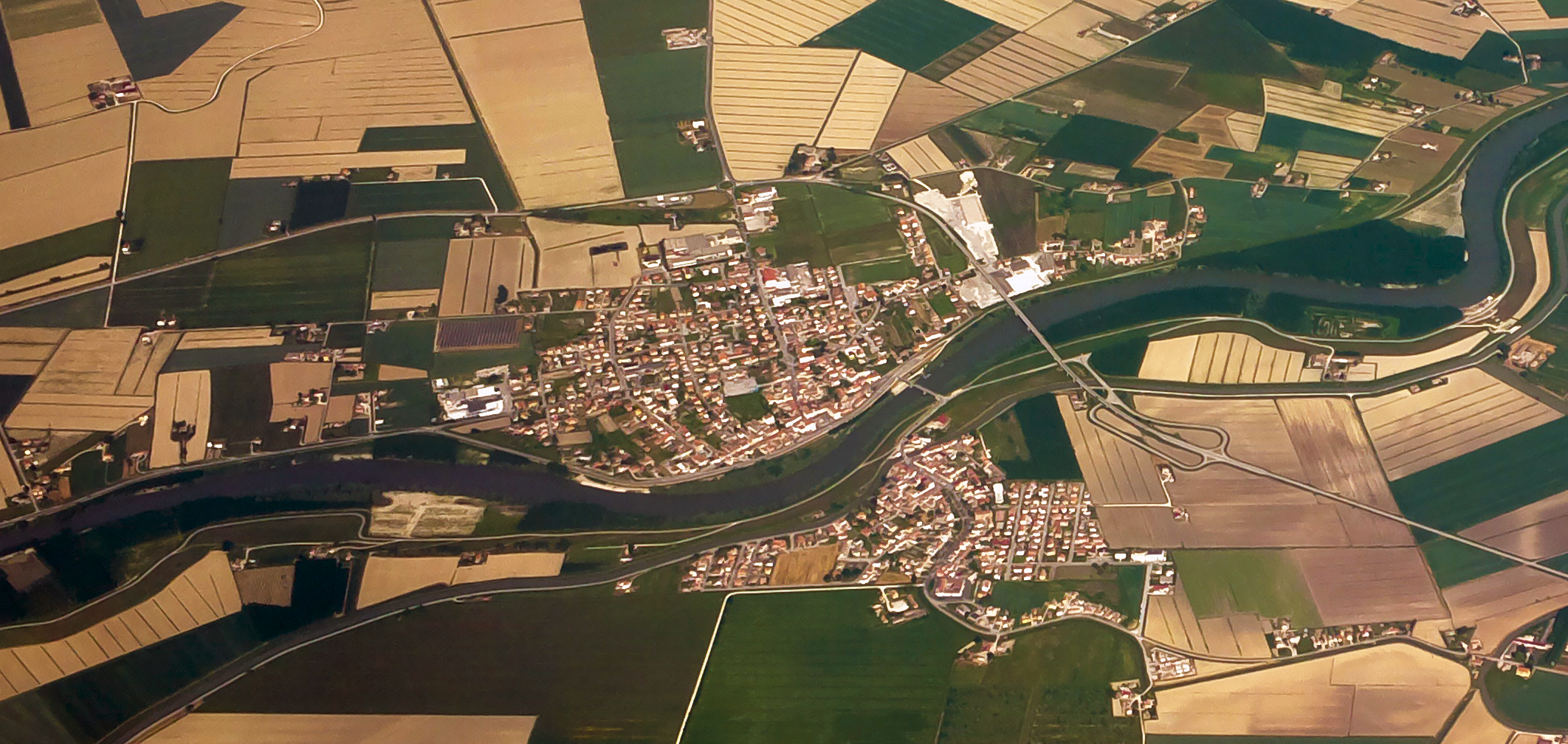
Ariano nel Polesine

Ariano nel Polesine – miejscowość i gmina we Włoszech, w regionie Wenecja Euganejska, w prowincji Rovigo.
Według danych na rok 2004 gminę zamieszkiwały 4883 osoby, 61 os./km².